# Kulltorps distrikt
Kulltorps distrikt är ett distrikt i kommunerna Gnosjö och Värnamo i Jönköpings län. Distriktet ligger omkring Kulltorp i västra Småland och är det enda i landet som är delat mellan två olika kommuner.

## Tidigare administrativ tillhörighet
Distriktet inrättades 2016 och utgörs av socknen Kulltorp som är belägen i både Gnosjö kommun och Värnamo kommun.
Området motsvarar den omfattning Kulltorps församling hade vid årsskiftet 1999/2000.

## Tätorter och småorter
I Kulltorps distrikt finns fyra tätorter men inga småorter.

### Tätorter

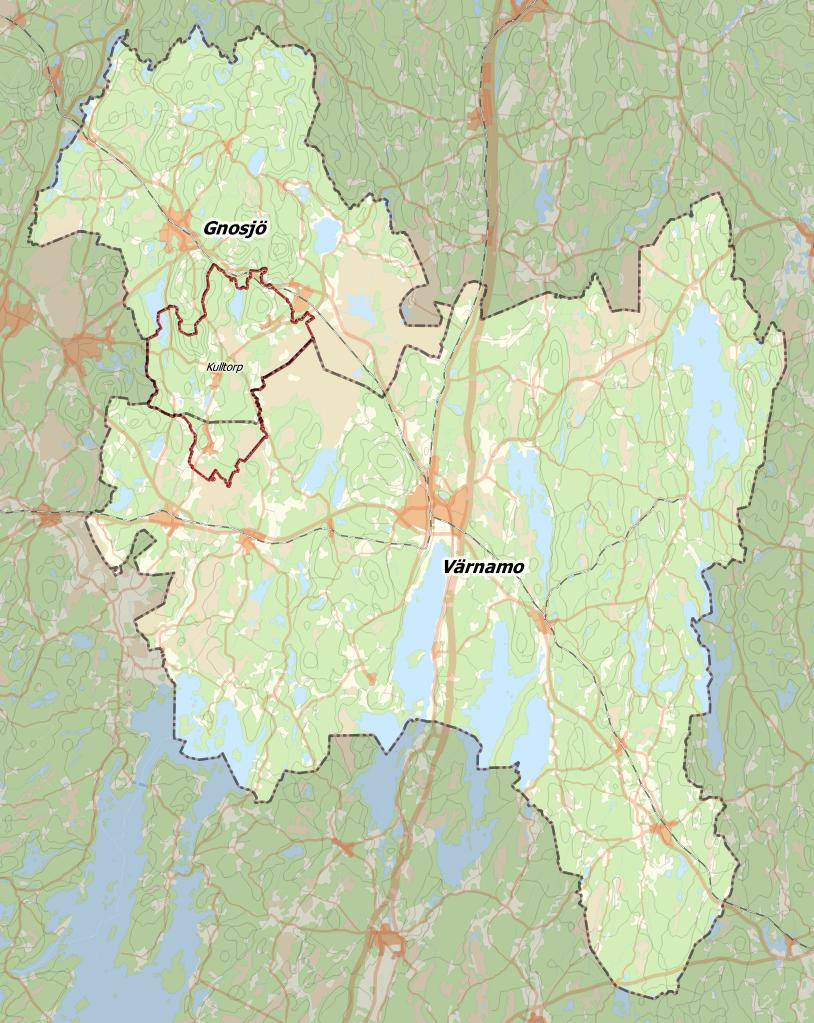
Distriktet och de två kommuner det ingår i.

- Hillerstorp (del av)
- Kulltorp
- Lanna
- Törestorp